# Densitomètre

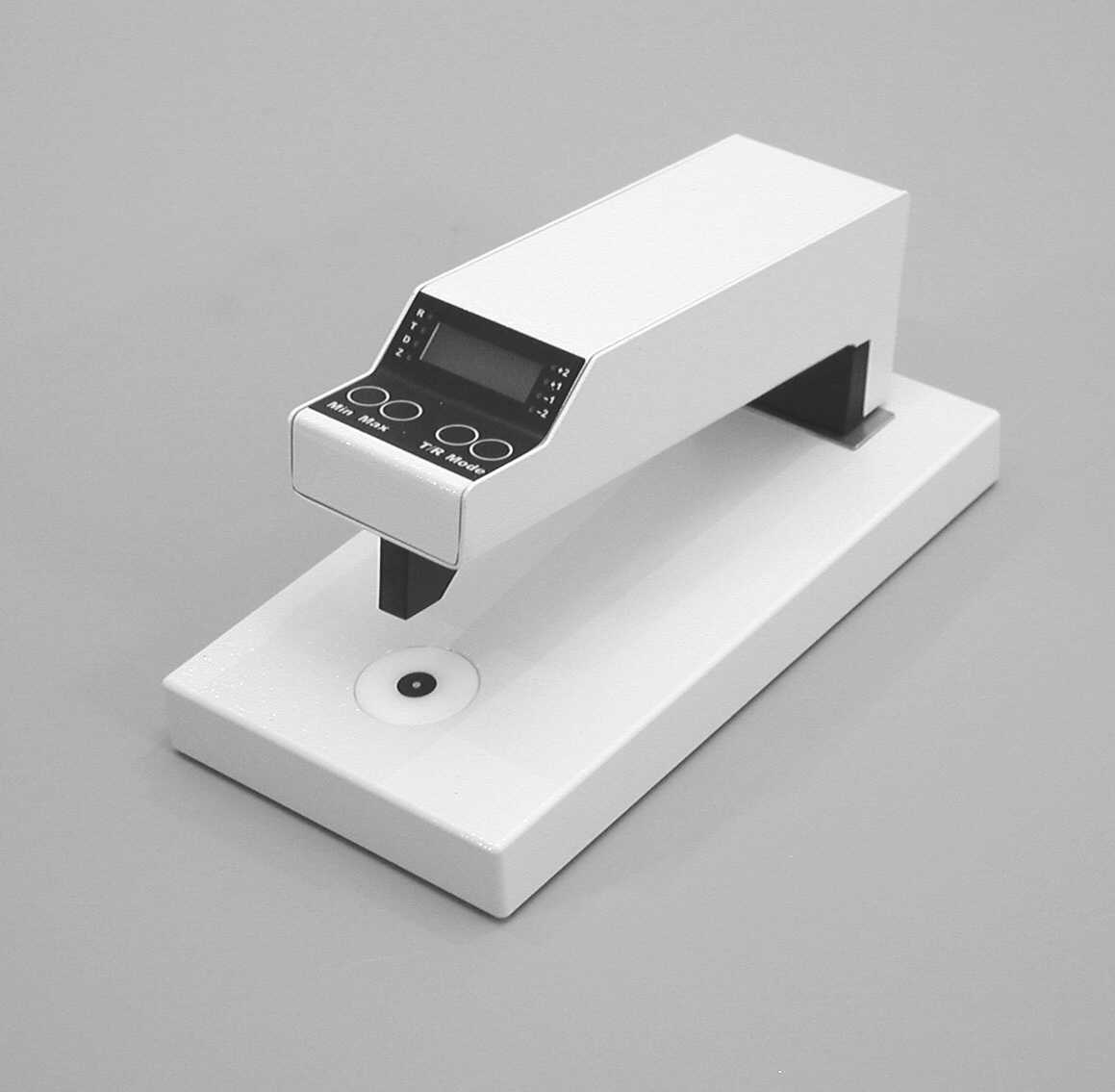
Heiland Densitomètre TRDZ 1

Un densitomètre est un instrument permettant de mesurer la densité optique (le noircissement) de matériaux photographiques transparents (films négatifs ou inversibles) ou opaques (papier).
Le principe du densitomètre de transmission repose sur une mesure optique de deux plages lumineuses, dont l'une est fixe et l'autre variable. Dans les anciens systèmes manuels (comme le système Volomat), un opérateur actionnait un levier jusqu'à ce que les deux zones aient acquis la même intensité. En utilisant comme source fixe le faisceau de l'agrandisseur après passage au travers d'une zone de forte densité du négatif, et en connaissant l'intensité de la lampe d'agrandisseur, on arrive par lecture d'un abaque à déterminer la densité maximale du négatif.
Aujourd'hui, l'opérateur est remplacé par une cellule. On se passe dans ce cas des deux sources lumineuses et on se contente de la source de référence. Cette dernière peut être intégrée au densitomètre ou faire l'objet d'un dispositif spécial, par exemple une table lumineuse. Le signal électrique généré par la cellule exposée à la lumière, après amplification, est mesuré par un milliampèremètre gradué en densité.
Certains densitomètres sont associés à une table traçante qui dessine automatiquement la courbe caractéristique.
Le densitomètre permet l'étalonnage de divers instruments optiques, tels les scanners, les systèmes d'agrandissement ou tout autre système d'acquisition optique. Il est indispensable pour suivre la qualité des traitements dans un laboratoire photographique ; dans ce cas, on l'utilise pour lire un sensitogramme.
Le densitomètre par réflexion est également utilisé en imprimerie pour mesurer et contrôler la densité des encres couleur.
On distingue des densitomètres noir et blanc et couleur ; certains densitomètres combinent un mode par réflexion et un mode par transmission.

## Schéma d'un densitomètre manuel et à cellule photoélectrique
